# Kamiennik Północny
Kamiennik Północny (785 m) – szczyt górski w Paśmie Lubomira i Łysiny. Znajduje się w masywie o dwóch wierzchołkach: Kamiennik Południowy (827 m) oraz Kamiennik Północny (785 m). Masyw ten łączy się z głównym grzbietem Pasma Lubomira i Łysiny poprzez Przełęcz Suchą (708 m). Jego południowo-zachodnie stoki opadają do doliny Kamieniczanki, zachodnie do Trzemeśnianki, na północy opiera się o Przełęcz Zasańską (410 m), natomiast na wschodzie o dolinę Krzyworzeki. Wraz z całym Pasmem Lubomira i Łysiny według Jerzego Kondrackiego należy do Beskidu Wyspowego. Na mapach i w przewodnikach turystycznych pasmo to zaliczane jest przeważnie do Beskidu Makowskiego, zwykle jednak opisywane jest właśnie razem z Beskidem Wyspowym.
Kamiennik Północny to mało wybitny szczyt i w dużej części porośnięty lasem, przez co pozbawiony walorów widokowych. W kilku miejscach jednak pojawiają się widoki (związane z wycinkami lasów) w kierunku północnym. Kamiennik jest ciekawy dla geologów i speleologów. Zbudowane z piaskowców magurskich stoki północne i wschodnie bowiem obrywają się bardzo stromo na łagodne podnóża zbudowane z margli i łupków należących do płaszczowiny śląskiej i podśląskiej. Dzięki temu można tutaj łatwo prześledzić granicę nasunięcia jednostek tektonicznych, która przebiega wzdłuż krawędzi stromizny i ma postać osuwiska. Są odsłonięcia skalne, stare osuwiska, rów grzbietowy, zniszczona grzęda skalna. Jest też nieczynny już kamieniołom Nad Piekłem, prowadzi ponad nim zielony szlak turystyczny.
Jest interesujący również dla speleologów. W 2001 odkryto tutaj niewielką jaskinię Porębska Koleba, a w 2003 dwie dalsze: Jaskinia pod Zębem i Schronisko Andrzejkowe. Obydwie mają charakter pionowych szczelin.

## Szlaki turystyczne
żółty: Dobczyce – Zasańska Przełęcz – Kamiennik Północny – Kamiennik Południowy – Przełęcz Sucha – Łysina
 zielony Myślenice-Zarabie – Chełm – Działek – Poręba – Kamiennik Północny – Kamiennik Południowy – Przełęcz Sucha – Schronisko PTTK na Kudłaczach.